# Călifar
Călifarul (Tadorna) este un gen de păsări de baltă, care face parte din ordinul Anseriformes, familia Anatidae. Mai este denumit și „Kasarka” denumire care provine din limba rusă. Subfamilia Tadornidae cuprinde 7 specii, diferențiate după aspectul și comportamentul păsărilor. În România se întâlnesc 2 specii: călifarul alb (Tadorna tadorna) și călifarul roșu (Tadorna ferruginea).

## Mod de viață
Toate păsările din această grupă, care sunt de fapt o formă trecere de la rațe la gâște, sunt păsări acvatice, trăiesc pe pajiști sau lunci de pe malul apelor curgătoare sau stătătoare, ca Marea Wadden. Ele au picioarele mai lungi ca rața, fiind mai apropiați din punct de vedere morfologic de gâscă.
Mai ales în perioada de împerechere călifarii sunt foarte agresivi, femelele determină masculii să gonească toate păsările din zona cuibului.

## Sistematică
Genul Tadorna a fost introdus de zoologul german Friedrich Boie în 1822. Specia tip este călifarul comun. Denumirea genului provine din numele francez tadorne pentru călifar. Poate proveni inițial din rădăcini celtice care înseamnă „pasăre de apă pestriță”.
Genul omonim al Tadorninae, Tadorna, este foarte apropiat de gâsca egipteană și de rudele sale dispărute din regiunea Madagascarului, Alopochen. Călifarul cu spate negru, anterior inclus în genul Tadorna, este acum inclus în propriul gen monotipic, Radjah.

### Filogenie
Bazat pe Taxonomy in Flux de pe site-ul lui John Boyd.
|  | Tadorna cana (Gmelin 1789) (călifar sud-african) |
|  | |
|  | \| \| Tadorna ferruginea (Pallas 1764) (călifar roșu) \| \| \| \| \| \| Tadorna tadornoides (Jardine & Selby 1828) (călifar australian) \| \| \| \| \| \| Tadorna variegata (Gmelin 1789) (călifar paradisiac) \| \| \| \| |
|  | |
|  | Tadorna ferruginea (Pallas 1764) (călifar roșu) |
|  | |
|  | Tadorna tadornoides (Jardine & Selby 1828) (călifar australian) |
|  | |
|  | Tadorna variegata (Gmelin 1789) (călifar paradisiac) |
|  | |

|  | Tadorna ferruginea (Pallas 1764) (călifar roșu)                 |
|  |                                                                 |
|  | Tadorna tadornoides (Jardine & Selby 1828) (călifar australian) |
|  |                                                                 |
|  | Tadorna variegata (Gmelin 1789) (călifar paradisiac)            |
|  |                                                                 |

|  | Tadorna cana (Gmelin 1789) (călifar sud-african) |
|  | |
|  | \| \| Tadorna ferruginea (Pallas 1764) (călifar roșu) \| \| \| \| \| \| Tadorna tadornoides (Jardine & Selby 1828) (călifar australian) \| \| \| \| \| \| Tadorna variegata (Gmelin 1789) (călifar paradisiac) \| \| \| \| |
|  | |
|  | Tadorna ferruginea (Pallas 1764) (călifar roșu) |
|  | |
|  | Tadorna tadornoides (Jardine & Selby 1828) (călifar australian) |
|  | |
|  | Tadorna variegata (Gmelin 1789) (călifar paradisiac) |
|  | |

|  | Tadorna ferruginea (Pallas 1764) (călifar roșu)                 |
|  |                                                                 |
|  | Tadorna tadornoides (Jardine & Selby 1828) (călifar australian) |
|  |                                                                 |
|  | Tadorna variegata (Gmelin 1789) (călifar paradisiac)            |
|  |                                                                 |

|  | Tadorna cana (Gmelin 1789) (călifar sud-african) |
|  | |
|  | \| \| Tadorna ferruginea (Pallas 1764) (călifar roșu) \| \| \| \| \| \| Tadorna tadornoides (Jardine & Selby 1828) (călifar australian) \| \| \| \| \| \| Tadorna variegata (Gmelin 1789) (călifar paradisiac) \| \| \| \| |
|  | |
|  | Tadorna ferruginea (Pallas 1764) (călifar roșu) |
|  | |
|  | Tadorna tadornoides (Jardine & Selby 1828) (călifar australian) |
|  | |
|  | Tadorna variegata (Gmelin 1789) (călifar paradisiac) |
|  | |

|  | Tadorna ferruginea (Pallas 1764) (călifar roșu)                 |
|  |                                                                 |
|  | Tadorna tadornoides (Jardine & Selby 1828) (călifar australian) |
|  |                                                                 |
|  | Tadorna variegata (Gmelin 1789) (călifar paradisiac)            |
|  |                                                                 |

|  | Tadorna cana (Gmelin 1789) (călifar sud-african) |
|  | |
|  | \| \| Tadorna ferruginea (Pallas 1764) (călifar roșu) \| \| \| \| \| \| Tadorna tadornoides (Jardine & Selby 1828) (călifar australian) \| \| \| \| \| \| Tadorna variegata (Gmelin 1789) (călifar paradisiac) \| \| \| \| |
|  | |
|  | Tadorna ferruginea (Pallas 1764) (călifar roșu) |
|  | |
|  | Tadorna tadornoides (Jardine & Selby 1828) (călifar australian) |
|  | |
|  | Tadorna variegata (Gmelin 1789) (călifar paradisiac) |
|  | |

|  | Tadorna ferruginea (Pallas 1764) (călifar roșu)                 |
|  |                                                                 |
|  | Tadorna tadornoides (Jardine & Selby 1828) (călifar australian) |
|  |                                                                 |
|  | Tadorna variegata (Gmelin 1789) (călifar paradisiac)            |
|  |                                                                 |

|  | Tadorna cana (Gmelin 1789) (călifar sud-african) |
|  | |
|  | \| \| Tadorna ferruginea (Pallas 1764) (călifar roșu) \| \| \| \| \| \| Tadorna tadornoides (Jardine & Selby 1828) (călifar australian) \| \| \| \| \| \| Tadorna variegata (Gmelin 1789) (călifar paradisiac) \| \| \| \| |
|  | |
|  | Tadorna ferruginea (Pallas 1764) (călifar roșu) |
|  | |
|  | Tadorna tadornoides (Jardine & Selby 1828) (călifar australian) |
|  | |
|  | Tadorna variegata (Gmelin 1789) (călifar paradisiac) |
|  | |

|  | Tadorna ferruginea (Pallas 1764) (călifar roșu)                 |
|  |                                                                 |
|  | Tadorna tadornoides (Jardine & Selby 1828) (călifar australian) |
|  |                                                                 |
|  | Tadorna variegata (Gmelin 1789) (călifar paradisiac)            |
|  |                                                                 |

|  | Tadorna cana (Gmelin 1789) (călifar sud-african) |
|  | |
|  | \| \| Tadorna ferruginea (Pallas 1764) (călifar roșu) \| \| \| \| \| \| Tadorna tadornoides (Jardine & Selby 1828) (călifar australian) \| \| \| \| \| \| Tadorna variegata (Gmelin 1789) (călifar paradisiac) \| \| \| \| |
|  | |
|  | Tadorna ferruginea (Pallas 1764) (călifar roșu) |
|  | |
|  | Tadorna tadornoides (Jardine & Selby 1828) (călifar australian) |
|  | |
|  | Tadorna variegata (Gmelin 1789) (călifar paradisiac) |
|  | |

|  | Tadorna ferruginea (Pallas 1764) (călifar roșu)                 |
|  |                                                                 |
|  | Tadorna tadornoides (Jardine & Selby 1828) (călifar australian) |
|  |                                                                 |
|  | Tadorna variegata (Gmelin 1789) (călifar paradisiac)            |
|  |                                                                 |

|  | Tadorna cana (Gmelin 1789) (călifar sud-african) |
|  | |
|  | \| \| Tadorna ferruginea (Pallas 1764) (călifar roșu) \| \| \| \| \| \| Tadorna tadornoides (Jardine & Selby 1828) (călifar australian) \| \| \| \| \| \| Tadorna variegata (Gmelin 1789) (călifar paradisiac) \| \| \| \| |
|  | |
|  | Tadorna ferruginea (Pallas 1764) (călifar roșu) |
|  | |
|  | Tadorna tadornoides (Jardine & Selby 1828) (călifar australian) |
|  | |
|  | Tadorna variegata (Gmelin 1789) (călifar paradisiac) |
|  | |

|  | Tadorna ferruginea (Pallas 1764) (călifar roșu)                 |
|  |                                                                 |
|  | Tadorna tadornoides (Jardine & Selby 1828) (călifar australian) |
|  |                                                                 |
|  | Tadorna variegata (Gmelin 1789) (călifar paradisiac)            |
|  |                                                                 |

|  | Tadorna cana (Gmelin 1789) (călifar sud-african) |
|  | |
|  | \| \| Tadorna ferruginea (Pallas 1764) (călifar roșu) \| \| \| \| \| \| Tadorna tadornoides (Jardine & Selby 1828) (călifar australian) \| \| \| \| \| \| Tadorna variegata (Gmelin 1789) (călifar paradisiac) \| \| \| \| |
|  | |
|  | Tadorna ferruginea (Pallas 1764) (călifar roșu) |
|  | |
|  | Tadorna tadornoides (Jardine & Selby 1828) (călifar australian) |
|  | |
|  | Tadorna variegata (Gmelin 1789) (călifar paradisiac) |
|  | |

|  | Tadorna ferruginea (Pallas 1764) (călifar roșu)                 |
|  |                                                                 |
|  | Tadorna tadornoides (Jardine & Selby 1828) (călifar australian) |
|  |                                                                 |
|  | Tadorna variegata (Gmelin 1789) (călifar paradisiac)            |
|  |                                                                 |

## Galerie

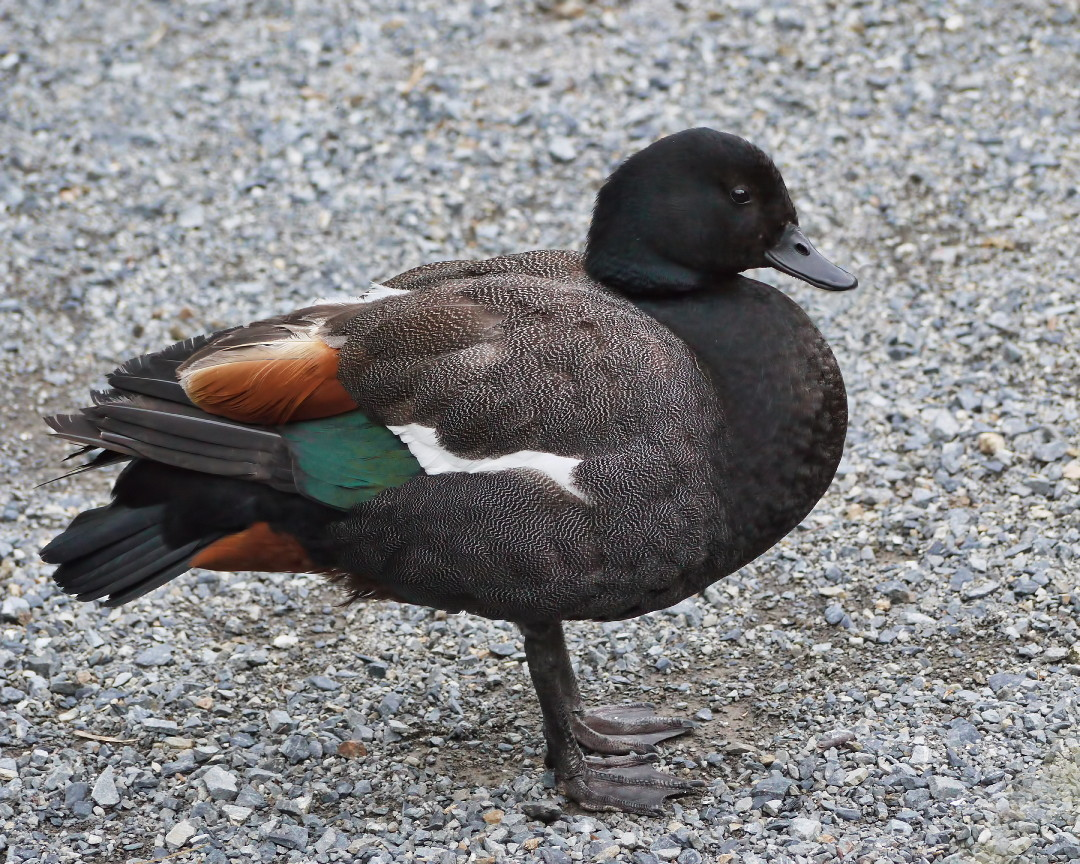
Călifar paradisiac (Tadorna variegata)
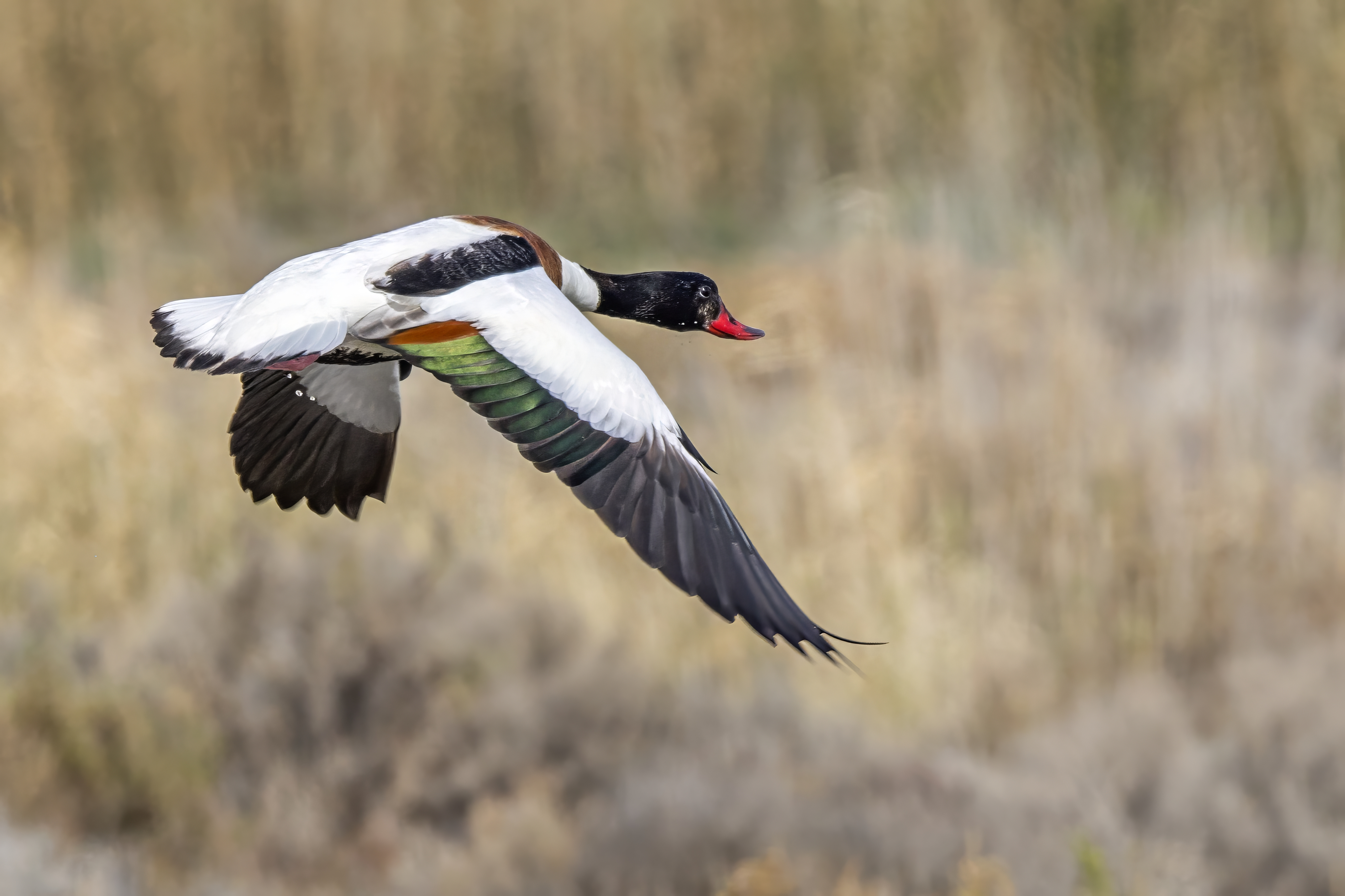
Călifar alb (Tadorna tadorna)
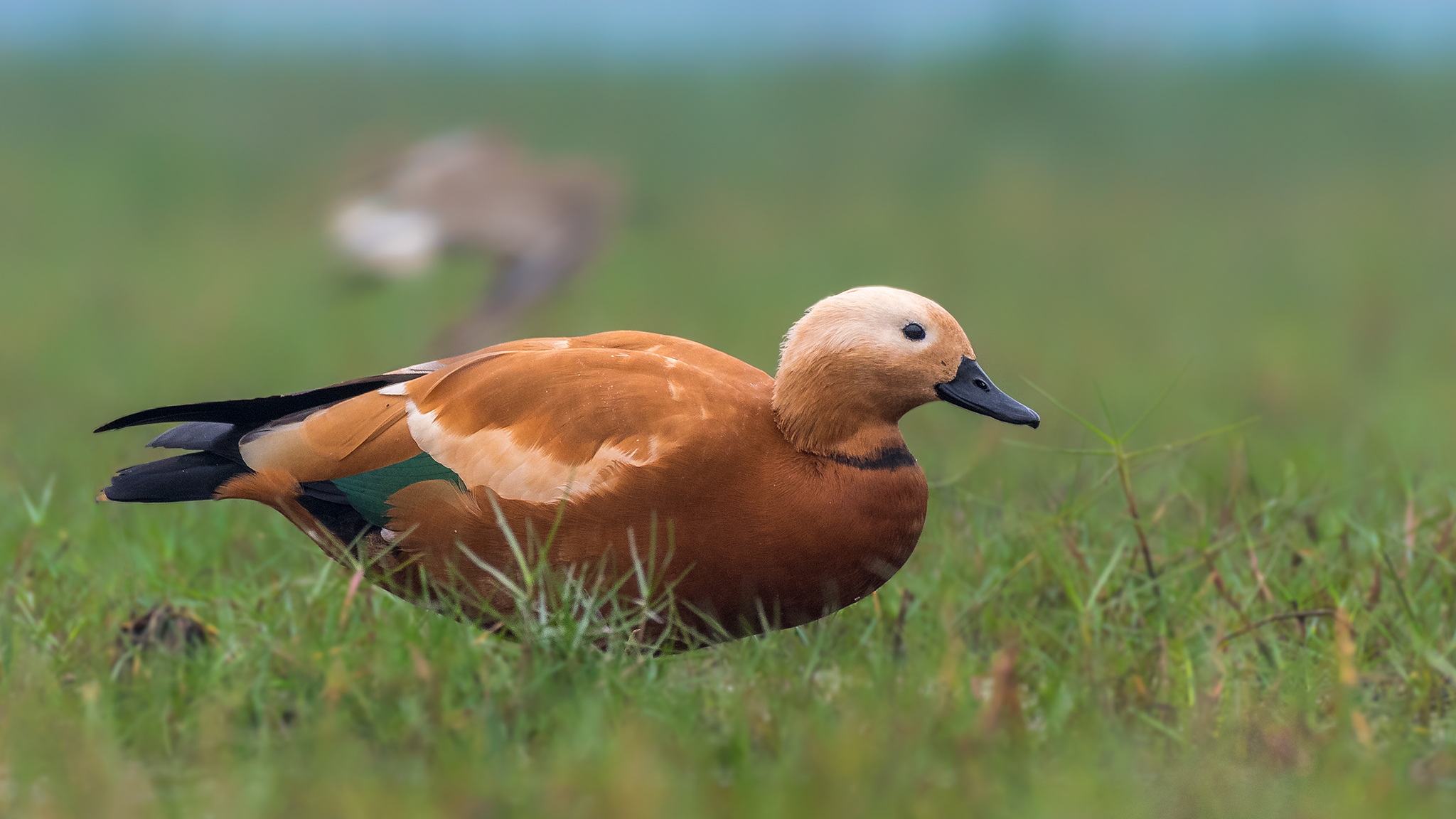
Călifar roșu (Tadorna ferruginea)
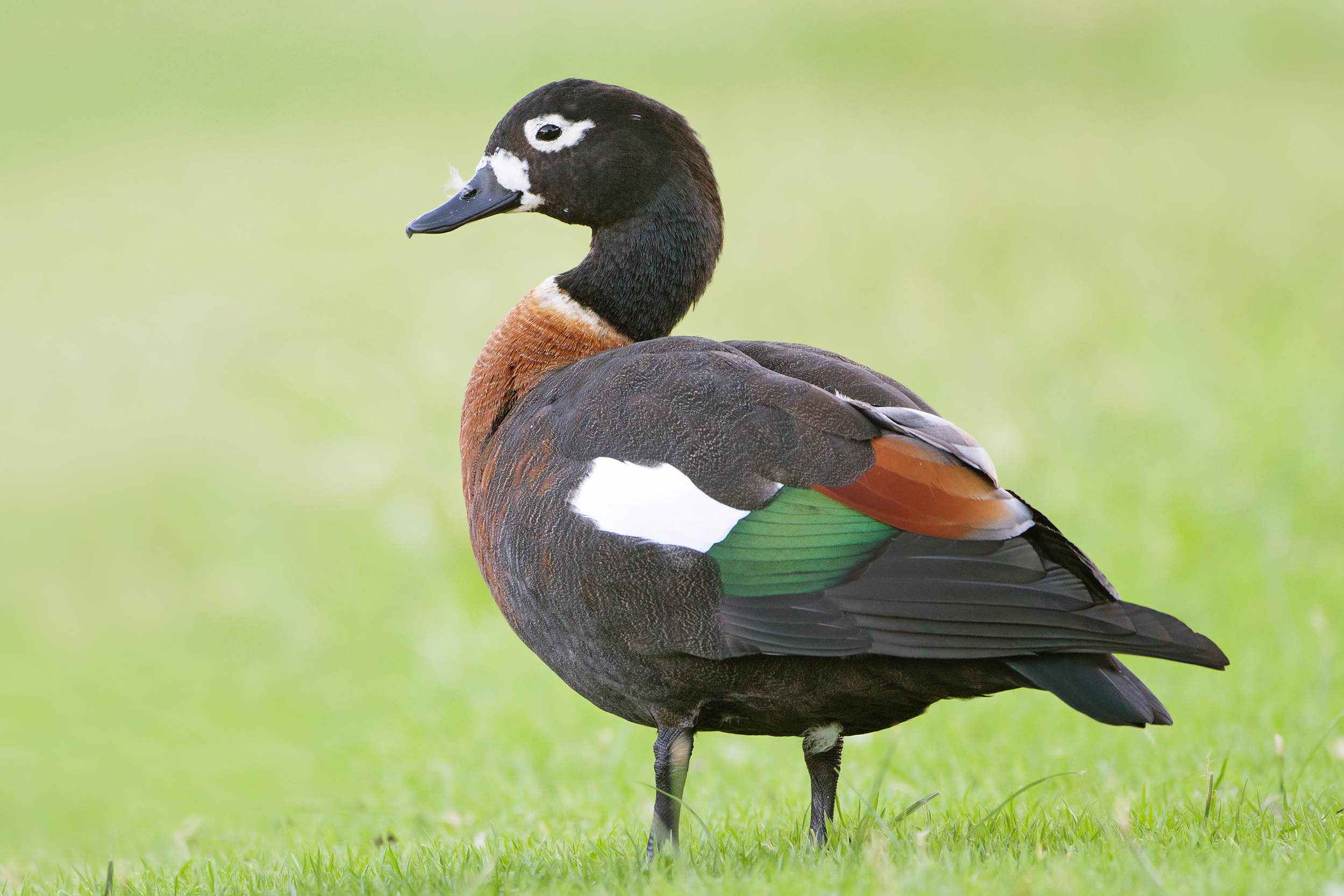
Călifar australian (Tadorna tadornoides)